# Kasteel Vilain (Reninge)

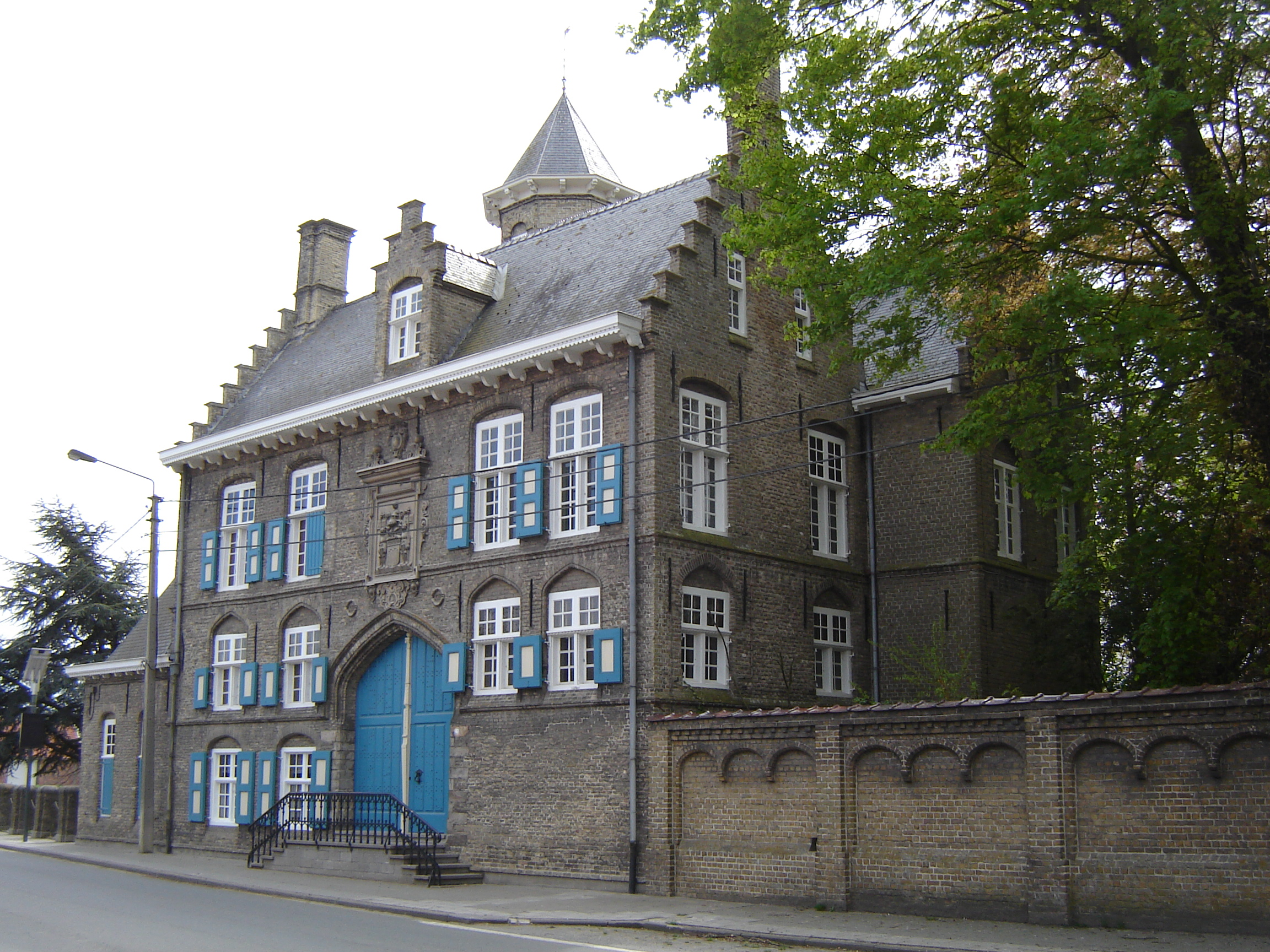
Kasteel Vilain

Kasteel Vilain (ook: Kasteel van Reninge) is een kasteel in de tot de West-Vlaamse gemeente Lo-Reninge behorende plaats Reninge, gelegen aan Dorpplaats 1.

## Geschiedenis
Het kasteel werd gebouwd in 1627 in Vlaamse renaissancestijl. Het was de zetel van de heren van Reninge en had voorgangers die een meer militair doel dienden. De eigenaars, de familie Vilain, verkregen het recht van koning Lodewijk XIV om het getal XIIII aan hun naam toe te voegen, vanwege de Franse gezindheid van de bewoners.
Tijdens de Eerste Wereldoorlog werd het kasteel zwaar beschadigd om daarna weer te worden gerestaureerd, met enkele kleinere wijzigingen.

## Gebouw
Het bakstenen kasteel heeft twee parallelle vleugels die tegen elkaar aan zijn gebouwd. De voorgevel toont het wapen van de familie Vilain met de wapenspreuk: De Gand Vilain sans reproche. De hoofdingang heeft een Tudorboog en de vensters hebben korfbogen. De vleugels worden afgesloten door trapgevels en het dak wordt gesierd door een achthoekig torentje.
Het interieur bezit twee 17e-eeuwse haardplaten.